# Mouterre-Silly
Mouterre-Silly – miejscowość i gmina we Francji, w regionie Nowa Akwitania, w departamencie Vienne.
Według danych na rok 1990 gminę zamieszkiwało 710 osób, a gęstość zaludnienia wynosiła 23 osoby/km² (wśród 1467 gmin regionu Poitou-Charentes, Mouterre-Silly plasuje się na 426. miejscu pod względem liczby ludności, natomiast pod względem powierzchni na miejscu 155.).